# 수퍼 히어로 끄리쉬
수퍼 히어로 끄리쉬(Krrish)는 인도에서 제작된 라케쉬 로샨 감독의 2006년 액션, 멜로/로맨스, 모험, SF 영화이다. 레카 등이 주연으로 출연하였고 라케쉬 로샨 등이 제작에 참여하였다.
이 영화는 할리우드와 맞먹는 시각 효과와 함께 인도 영화의 유행 선도자 역할을 했으며 전 세계적으로 영향을 미친 영화로 간주된다. 효과팀은 할리우드의 마크 콜브와 크레이그 뭄마의 도움을 받았으며 스턴트는 중국 무술 영화 전문가 정소동이 참여했다.
이 영화는 2006년 6월 23일 개봉되었다.

## 출연

### 주연
- 레카
- 리틱 로샨

### 조연
- 프리앙카 초프라
- 샤랫 사세나
- 네시러딘 샤
- 쁘리티 진따
- 아르차나 푸란 씽
- 키런 주네자

## 제작진
- 미술: 사미르 챈다